# トビフナガモ
トビフナガモ （飛舟鴨、学名：Tachyeres patachonicus）は、カモ目カモ科に分類される鳥類の一種である。

## 分布
南アメリカ南端部とフォークランド諸島に分布する。

## 形態
雄は体全体が栗色がかった褐色で、肩羽に白色部がある。嘴は基部が黄色で先端にかけては青みがかっている。雌は全体に褐色だがやや緑色がかって見える。
嘴は黄色である。
雌雄とも腹および下尾筒までは白色。足は黄色。他のフナガモ属に比べると小型で、翼や尾は比較的長めである。

## 生態
非繁殖期は内陸の沼や、海岸に生息する。他のフナガモ属よりも淡水域を好む。繁殖期は内陸の水辺に生息し、番で生活する。
食性は動物食で、潜水して貝類や甲殻類を捕食する。
水辺の草むらや藪の中に営巣する。1腹5-9個の卵を産む。抱卵日数は30-40日と言われる。
フナガモ属の中では、本種のみ飛翔力がある。

## 保全状態評価
- LEAST CONCERN (IUCN Red List Ver. 3.1 (2001))
[1]

## 参照・注釈
1. ↑  Tachyeres pteneres  (Species Factsheet by BirdLife International)